# Łętów
Łętów es un pueblo de Polonia, en Mazovia. Se encuentra en el distrito (Gmina) de Borowie, perteneciente al condado (Powiat) de Garwolin. Se encuentra aproximadamente a 3 km al suroeste de Borowie, 8 km al noreste de Garwolin, y a 60 km al sureste de Varsovia. 
Entre 1975 y 1998 perteneció al voivodato de Siedlce.